# Limites superiores e inferiores
Em Matemática especialmente em Teoria da ordem, o limitante superior de um Subconjunto de um Conjunto parcialmente ordenado (K, ≤) é um elemento de K que é maior ou igual de cada elemento de S. O termo limitante inferior é definido dubiamente como um elemento de K que é menor ou igual de cada elemento de S. Um conjunto com o limite superior é dito limitado por cima por aquele limite, um conjunto com um limite inferior é dito limitado inferiormente para conjuntos que tem limites superior (respectivamente inferior). 

## Propriedades
Um subconjunto S de um conjunto parcialmente ordenado P pode falhar em ter quaisquer limitantes ou pode ter vários limitantes superiores e inferiores. por Relação transitiva, qualquer elemento maior ou igual a um limitante superior S é, novamente,  um  limitante superior de S, e cada elemento menor ou igual a qualquer limitante inferior de S é, novamente um limitante inferior de S. Isto chegar na consideração de Supremo e ínfimo e Maiores limitantes inferiores (ou ínfima).
Os limitantes de um subconjunto S de um conjunto parcialmente ordenado K, pode ou não ter elementos de S por si só. Se S contém um limitante superior e esse limitante é único, e é chamado o Maior elemento de S. O maior elemento de S (se ele existe) também é o menor limitante superior de S. Uma situação especial ocorre quando um subconjunto é igual ao conjunto de limitantes inferiores desse próprio conjunto de limitantes superiores. Esta observação nos leva à definição de Cortes de Dedekind
Um subconjunto vazio ∅ de um conjunto parcialmente ordenado é convencionalmente considerado ser limitado tanto por cima quanto por baixo de ∅

## Exemplos
5 é um limitante inferior para o conjunto {5, 10, 34, 13934}, mas 8 não é. 42 é tanto limitante superior quanto inferior para o conjunto {42}; todos os outros números são ou um limitante inferior, ou um limitante superior para esse conjunto.
Cada subconjunto dos Números naturais tem um limitante inferior, já que os números naturais tem ao menos elemento (0, ou 1, dependendo da definição exata de números naturais). Um subconjunto infinito de números naturais não pode ser limitado por cima. Um subconjunto de Número inteiro pode ser limitado por cima, ou por baixo, mas não pelos dois. Um subconjunto infinito de Números racionais pode ou não ser limitado por baixo, ou pode ou não pode ser limitado por cima.
Todo subconjunto finito de um conjunto totalmente ordenado não vazio tem tanto limitante superior quanto inferior.

## Limites de funções
As definições podem ser generalizadas para Funções e até conjuntos de funções.
Dado uma função  f com Domínio D (K, ≤) como Contradomínio, um elemento  y de K é um limite superior de f se  y ≥ f(x) para cada x em D. O limitante superior é chamado de sharp se a igualdade é verdade por ao menos um valor de x.
Função g definida no domínio D e tendo o mesmo contradomínio (K, ≤) é um limitante superior de f se g(x) ≥ f(x) para cada x em D.
Função g é também dita sendo um limitante superior de um conjunto de funções se é um limitante superior de cada função daquele conjunto.
A noção de limitantes inferiores para (conjunto de) funções é definido analogamente, com ≤ substituindo ≥.

## Limites justos
Um limitante superior é dito ser um limitante superior justo,  se nenhum valor menor é um limitante superior. Similarmente, um limite inferior é dito Limite inferior justo se nenhum valor maior é um limitante inferior.